# Kwatamis
Les Kwatami (ou Quahtomah) appartiennent au groupe des « Athabaskans », ce sont des Amérindiens originaires de la région des rivières Sixes et Elk dans le Sud-Ouest de ce qui est maintenant l'État de l'Oregon. Les Kwatami était un peuple des côtes qui traditionnellement faisaient du troc avec les autres tribus Amérindiennes. Les Kwatami vivaient aussi de la récoltes des plantes, fruits, racines ainsi que de la chasse et la pêche suivant le cycle des saisons. Des colons chercheurs d'or arrivèrent dans la région vers 1850 et s'en prirent aux Kwatami ce qui déclencha la guerre des Rogue River de 1855 à 1856, et qui se termina par le confinement des Kwatami dans une réserve ou beaucoup moururent de maladie ou malnutrition.
Le chef de la tribu conclut un traité en 1855 avec le superintendant des affaires indiennes Joel Palmer mais ce traité ne fut jamais ratifié par le congrès Américain. En 1865 le gouvernement sépara la réserve en deux petites réserves. En 1875 le gouvernement ferma la réserve du sud et réduisit de nouveau celle du nord. La petite population des Indiens résistèrent et continuèrent à vivre de façon traditionnelle.
Les États-Unis recensèrent un total de 301 indiens vivant encore dans la région des comtés de Coos et de Curry en 1880 et ceux vivant dans la réserve de Siletz perdirent encore plus de territoire quand le congrès passa le « Dawes Act » en 1887. En 1956 les Amérindiens de Siletz perdirent la totalité de la réserve vendue par le gouvernement. En 1977 des terres furent rendues aux Amérindiens, elle représente maintenant une superficie de plus de 1 618 hectares.